# John McGuinness
John McGuinness, né John Warren McGuinness le 16 avril 1972 à Morecambe, est un pilote moto anglais roulant pour l'équipe usine Honda Europe dans les courses sur route comme le Tourist Trophy, la North West 200, le Grand Prix de Macao ainsi que quelques courses sur circuit.
McGuinness est un spécialiste du TT, avec 23 victoires en 2015. Ce palmarès l'élève ainsi au rang de troisième pilote le plus titré de l'histoire du Tourist Trophy après Joey Dunlop et Michael Dunlop.

## Début de sa vie
Né et élevé à Morecambe, Lancashire, son père est propriétaire d'un atelier de réparation de moto, mais conseille à John une formation de maçon.
McGuiness réalise sa première course d'endurance sur route à Aintree en 1990, à l'âge de 18 ans.

## Isle of Man TT
McGuinness a débuté sur le TT en 1996, la même année que David Jefferies. Il se classa 15ème.
Il remporte sa première victoire en 250 cm3 en 1999 et devint champion britannique de 250 cm3 la même année.

## MotoGP
John a participé a 4 manches du Championnat du Monde de MotoGP entre 1997 et 2000. Une fois en catégorie 250 cm3 et trois fois en 500 cm3. Son meilleur résultat fut la 12e place.